# L6/40
L6/40 a fost un tanc ușor⁠(d) utilizat de Armata italiană⁠(d) din 1940 până la sfârșitul celui de-al Doilea Război Mondial. A fost proiectat de Ansaldo ca produs pentru export, dar a fost adoptat de armata italiană după ce oficialii au descoperit proiectul și și-au manifestat interesul. A fost principalul tanc folosit de forțele italiene pe Frontul de Est (1941–1943), fiind utilizat în tandem cu tunul autopropulsat Semovente 47/32, o variantă adaptată pe șasiul L6/40. De asemenea, L6/40 a fost utilizat în campania din Africa de Nord.
Denumirea oficială Carro Armato L6/40 („vehicul blindat”) corespunde unei clasificări standardizate: litera *L* indică categoria Leggero (ușor), cifra 6 semnifică greutatea nominală de 6 tone, iar 40 reprezintă anul adoptării (1940). 

## Proiectare și dezvoltare
L6/40 a fost un tanc ușor de construcție convențională, cu armură nituită. Turnul monopost, amplasat central, era echipat cu un tun principal Breda Modello 35 de 20 mm și o mitralieră coaxială Breda 38 de 8 mm. Șoferul era poziționat în partea dreaptă față a carcasei. Blindajul nituit avea o grosime cuprinsă între 6 și 40 mm, ceea ce era aproximativ echivalent cu tancurile ușoare aliate existente.
Dezvoltarea sa a pornit de la șasiul tancului ușor L3/35, cu prototipuri testate în cursul anilor 1930. Primul prototip era echipat cu un tun principal de 37 mm montat pe casemată și un turn secundar cu mitralieră. O versiune ulterioară avea un turn echipat cu un tun de 37 mm, iar o altă variantă era echipată doar cu mitraliere Breda 38 de 8 mm. Configurația finală, denumită Carro Armato L6/40, a intrat în producție în 1939, cu un total de 419 unități fabricate.

### Variante
- L6 Lf (Lancia Fiamme): Variantă echipată cu lansator de flăcări, înlocuind tunul principal cu un sistem de proiectare a flăcărilor alimentat de un rezervor de combustibil de 200 litri.
- Variantă de comandă: Configurație specializată dotată cu echipamente radio adiționale și un turn deschis pentru facilitarea coordonării tactică.[4][2]
- Semovente 47/32: cea mai de succes variantă, care elimina turnul și înlocuia tunul cu un tun antitanc de 47 mm amplasat pe un șasiu deschis.[4][2]
- Transportor de muniție: Versiune adaptată pentru logistică, echipată cu o mitralieră Breda 38 de 8 mm și destinată transportului a 26 de proiectile de 90 mm, utilizată în sprijinul tunului autopropulsat Semovente 90/53.[2]

## Utilizare în luptă
L6/40 a fost folosit de italieni în campania din Balcani (1940–1941), pe Frontul de Est (1941–1943), în fazele finale ale campaniei din Africa de Nord (1942–1943), precum și în operațiunile defensive din Sicilia și Italia continentală (1943–1945).
Deși reprezenta o evoluție pozitivă față de tancurile ușoare L3/35, modelul a fost introdus în serviciu cu specificații depășite din punct de vedere tehnic. Silueta joasă a vehiculului (puțin mai înalt decât un om mediu) îl făcea util pentru recunoaștere, iar armamentul său era eficient împotriva vehiculelor ușoare întâlnite. Totuși, din cauza lipsei unui tanc mediu adecvat, a fost adesea utilizat în roluri de luptă nepotrivite.
L6/40 a fost utilizat și de armata germană. În 1943, 26 de tancuri L6 italiene au fost capturate și utilizate de Garda Națională Croată din Statul Independent al Croației. L6/40 a fost folosit și după război de Polizia di Stato fiind retras definitiv la începutul anilor 1950.

## Exemplare păstrate
Trei exemplare de L6/40 au supraviețuit: unul este păstrat în Legnano lângă cazărmile „Cadorna”, unul se află în colecția Muzeului de Tancuri Kubinka, iar altul este expus în Muzeul de Arme din castelul Gjirokastër din Albania.
Carcasa unui L6/40 utilizat în cadrul Operațiunii Rösselsprung este expusă ca memorial de război în Drvar, Bosnia și Herțegovina.

## Specificații extinse
- Adâncime de vad: 0,8 m
- Panta maximă: 60%
- Obstacol vertical: 0,7 m
- Șanț: 1,7 m
- Elevație și traversare: -12° la +20° pe un arc de rotație de 360°

## Galerie foto

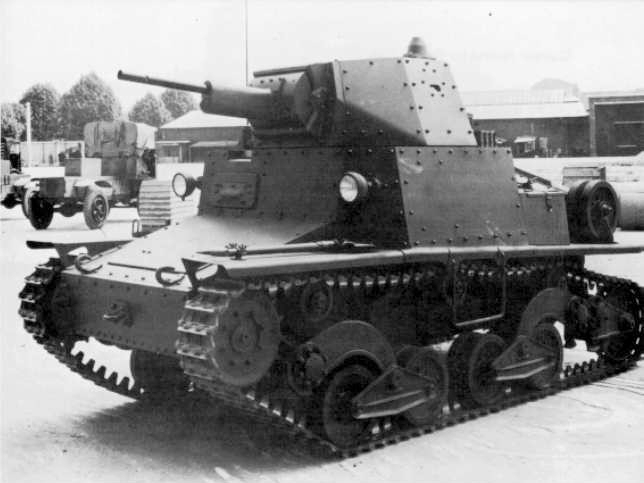
Fiat-Ansaldo L6/40 în 1940
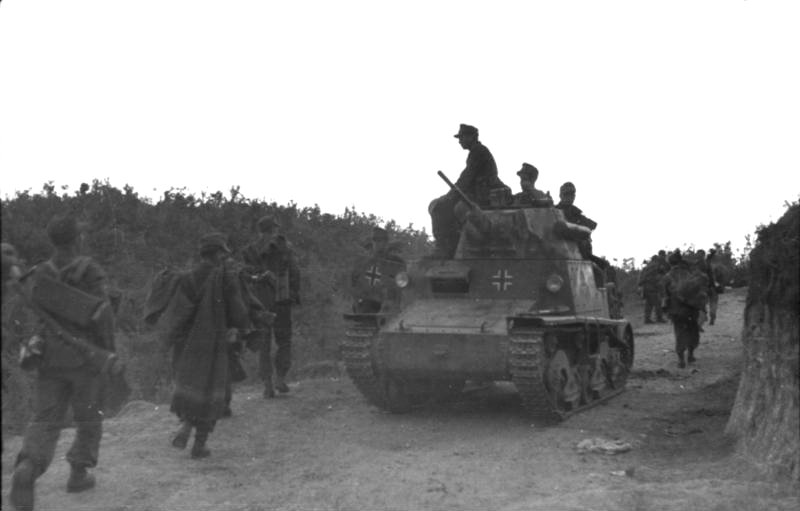
Un L6/40 cu însemne germane trece pe lângă infanteriști germani în Albania ocupată, septembrie 1943.
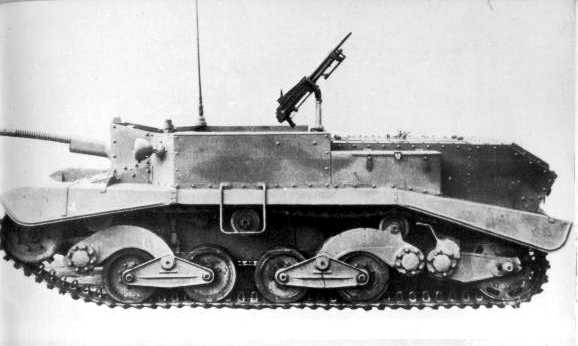
Transportor de muniție L6/40.